# پشوولکی
پشوولکی (به چکی: Pšovlky) یک منطقهٔ مسکونی در جمهوری چک است که در ناحیه راکوونیک واقع شده‌است.